# Hanelek
Hanelek este o arie protejată (arie specială de conservare — SAC, sit de importanță comunitară — SCI) din Ungaria întinsă pe o suprafață de 95 ha, integral pe uscat.

## Localizare
Centrul sitului Hanelek este situat la coordonatele 47°34′20″N 22°05′44″E / 47.572222°N 22.095556°E.

## Înființare
Situl Hanelek a fost declarat sit de importanță comunitară în mai 2004 pentru a proteja 2 specii de plante și 5 specii de animale. Situl a fost protejat și ca arie specială de conservare în februarie 2010.

## Biodiversitate
Situată în ecoregiunea panonică, aria protejată conține 5 habitate naturale: Fânețe de joasă altitudine (Alopecurus pratensis, Sanguisorba officinalis), Mlaștini alcaline, Pajiști cu Molinia pe soluri calcaroase, turboase sau argilos-nămoloase (Molinion caeruleae), Păduri aluvionare cu Alnus glutinosa și Fraxinus excelsior (Alno-Padion, Alnion incanae, Salicion albae), Stepe panonice nisipoase.
La baza desemnării sitului se află mai multe specii protejate:
- plante (2): Angelica palustris, Cirsium brachycephalum
- amfibieni (1): buhai de baltă cu burta roșie (Bombina bombina)
- nevertebrate (3): fluturele purpuriu (Lycaena dispar), Maculinea teleius, Vertigo angustior
- reptile (1): țestoasa de baltă (Emys orbicularis)

Pe lângă speciile protejate, pe teritoriul sitului au mai fost identificate 10 specii de plante, 1 specie de reptile.